# Eugenia alnifolia
Eugenia alnifolia är en myrtenväxtart som beskrevs av Mcvaugh. Eugenia alnifolia ingår i släktet Eugenia och familjen myrtenväxter. Inga underarter finns listade i Catalogue of Life.